# CAF Futsal Championship 1996
Il primo CAF Futsal Championship, disputato nel 1996 a Il Cairo in Egitto dal 25 settembre al 30 settembre, viene considerato il primo campionato continentale africano per formazioni nazionali di calcio a 5.
Il girone, composto da cinque formazioni, aveva il duplice scopo di eleggere la miglior formazione nazionale di calcio a 5 d'Africa e di stabilire contestualmente la nazionale avente diritto alla qualificazione al terzo FIFA Futsal World Championship in programma in Spagna. A farla da padrone nella breve manifestazione (6 giorni) fu l'Egitto padrone di casa che dopo il pareggio della gara inaugurale con lo Zimbabwe, con tre vittorie a fila vinse il girone laureandosi primo campione continentale africano e qualificandosi ai mondiali.

## Gare
|          | Risult. |          | Città e data |
| -------- | ------- | -------- | ------------ |
| Zimbabwe | 6 - 6   | Egitto   | Cairo 25.09  |
| Ghana    | 19 - 5  | Zaire    | Cairo 25.09  |
| Egitto   | 2 - 1   | Ghana    | Cairo 26.09  |
| Somalia  | 4 - 4   | Zaire    | Cairo 26.09  |
| Egitto   | 10 - 1  | Somalia  | Cairo 27.09  |
| Ghana    | 9 - 2   | Zimbabwe | Cairo 27.09  |
| Ghana    | 13 - 0  | Somalia  | Cairo 29.09  |
| Zimbabwe | 9 - 1   | Zaire    | Cairo 29.09  |
| Egitto   | 13 - 4  | Zaire    | Cairo 30.09  |
| Zimbabwe | 4 - 0   | Somalia  | Cairo 30.09  |

| Classifica finale | Pt | G | V | N | P | GF | GS | DR  |
| ----------------- | -- | - | - | - | - | -- | -- | --- |
| Egitto            | 10 | 4 | 3 | 1 | 0 | 31 | 12 | +19 |
| Ghana             | 9  | 4 | 3 | 0 | 1 | 42 | 9  | +33 |
| Zimbabwe          | 7  | 4 | 2 | 1 | 1 | 21 | 16 | +5  |
| Somalia           | 1  | 4 | 0 | 1 | 3 | 5  | 31 | -26 |
| Zaire             | 1  | 4 | 0 | 1 | 3 | 14 | 45 | -31 |

| Qualificate al mondiale | Egitto |
| ----------------------- | ------ |